# Robert Sierra
Sierra  Pérez est un nom espagnol. Le premier nom de famille, en général paternel, est Sierra ; le second, en général maternel, souvent omis, est Pérez.
Robert David Sierra Pérez, né le 13 novembre 1996, est un coureur cycliste vénézuélien.

## Biographie
En 2014, Robert Sierra termine troisième du championnat du Venezuela du contre-la-montre juniors. Deux ans plus tard, il devient champion du Venezuela de la course aux points sur piste.
En 2019, il participe à plusieurs courses européennes au printemps avec l'équipe Start, qui évolue au niveau continental. En novembre 2020, il est sacré champion du Venezuela sur route à Valencia.

## Palmarès sur route

### Par année
- 2014
  - 3e du championnat du Venezuela du contre-la-montre juniors
- 2017
  - Clásico Manuel Hidalgo
- 2019
  - Clásico Amigos del Ciclismo
- 2020
  -  Champion du Venezuela sur route
- 2021
  - 3e du championnat du Venezuela sur route
- 2022
  - 2e étape de l'Intelligentsia Cup
- 2023
  - Corratec Winter Series :
    - Classement général
    - 1re et 3e épreuves

  - 3e épreuve de la Swamp Classic
  - 1re épreuve des Rosewood Series
  - Championnat de Floride du critérium
  - 5e et 11e étapes du Tour of America's Dairyland

### Classements mondiaux
| Année            | 2018 |
| ---------------- | ---- |
| UCI America Tour | 279e |

## Palmarès sur piste

### Championnats panaméricains
- Aguascalientes 2018
  - Cinquième de la course aux points[3].
- Lima 2021
  -  Médaillé de bronze de la course aux points.

### Championnats nationaux
- 2016
  -  Champion du Venezuela de course aux points
- 2018
  - 2e du championnat du Venezuela de scratch
- 2021
  -  Champion du Venezuela de course à l'élimination
  -  Champion du Venezuela de l'omnium
  - 2e du championnat du Venezuela de course aux points